# Central City (Nebraska)
Central City település az Amerikai Egyesült Államok Nebraska államában, Merrick megyében, melynek megyeszékhelye is. Lakosainak száma 3039 fő (2020. április 1.).

## Népesség
A település népességének változása:

| 2010 | 2 934 |
| 2020 | 3 039 |